# A Casa Verde
A Casa Verde (Título Original: La Casa Verde) é o segundo livro escrito pelo peruano Mario Vargas Llosa, publicado em 1966. O livro narra a história de um prostíbulo, construído pelo forasteiro Don Anselmo. O romance é ambientado num período de 40 anos (do início da década de 20 até a década de 60) em duas regiões do Peru: o bairro de la Mangachería, na cidade de Piura, uma cidade empoeirada perto da costa, no norte; e em Santa Maria de Nieva, uma feitoria e missão religiosa perdida na Amazônia peruana.
A história é dividida em quatro partes, cada uma começa com uma narrativa impressionista sem quebras de parágrafo. Cada peça é então dividida em capítulos (Partes I e III tem quatro capítulos cada; Partes dois e quatro, três). Cada capítulo é dividido em cinco narrativas distintas: Bonifácia na região da selva, Fushia e Aquilino no Marañón, Anselmo em Piura, vários personagens envolvidos em lutas de poder na selva  e Lituma e Bonifácia em Piura. A novela termina com um epílogo de quatro capítulos.
Vargas Llosa acrescenta complexidade a esta narrativa, referindo-se a personagens por seu ofício ("o tenente", "nativo", etc.) e por contar a história não cronologicamente (narrativas paralelas podem ter décadas de intervalo). Ele também cria narrativas duplas entre capítulos sem demarcação clara. O efeito é entrelaçar passado e presente e para sugerir uma corrupção e brutalidade onipresente e contínua.

## Prêmios
- Prêmio da Crítica, na Espanha,
- Prêmio Internacional de Literatura Rómulo Gallegos, na Venezuela ( melhor romance em língua espanhola) - 1967.[1]